# Biocosmisme
El biocosmisme és un corrent de la filosofia i la literatura russes de principis del segle XX, els fonaments i objectius de la qual eren l'assoliment de la màxima llibertat individual en les seves accions, incloent-hi la llibertat de moviment en el cosmos, l'extensió de la influència de l'activitat humana per tot l'univers, l'adquisició de la immortalitat física, la capacitat de controlar i transformar l'univers, gestionar el temps, ressuscitar els morts, etc. És un corrent derivat del cosmisme i associat a l'anarquisme.